# Wincenty Jakubiec
Wincenty Jakubiec (ur. 2 kwietnia 1894 w Pietrzykowicach, zm. 27 października 1914 pod Nadwórną) – szeregowy Legionów Polskich, kawaler Krzyża Srebrnego Orderu Wojskowego Virtuti Militari.

## Życiorys
Urodził się jako syn Mariana i Anny z domu Capuła.
Pobierał naukę w szkole ludowej, a następnie pracował zarobkowo w rodzinnej wsi. Był członkiem Związku Strzeleckiego, a w sierpniu 1914 r. wstąpił do Legionów Polskich. W stopniu szeregowego otrzymał przydział do 2 kompanii 2 pułku piechoty. Wyróżnił się podczas walk nad rzeką Bystrzycą, kiedy to poległ w potyczce pod Nadwórną, atakując w pierwszym szeregu pozycje wroga. Za ten czyn odznaczony został Krzyżem Srebrnym Orderu Virtuti Militari. Nadanie to zostało następnie potwierdzone dekretem Wodza Naczelnego marszałka Józefa Piłsudskiego L. 13330.V.M. z dnia 17 maja 1922 roku (opublikowanym w Dzienniku Personalnym Ministerstwa Spraw Wojskowych Nr 7 z dnia 26 stycznia 1923 roku). Wincenty Jakubiec nie zdążył założyć rodziny. 
Za pracę w dziele odzyskania niepodległości został, na mocy zarządzenia prezydenta Rzeczypospolitej Ignacego Mościckiego z dnia 8 listopada 1937 roku, odznaczony pośmiertnie Krzyżem Niepodległości. 

## Ordery i odznaczenia
- Krzyż Srebrny Orderu Wojskowego Virtuti Militari Nr 6386[3]
- Krzyż Niepodległości[d]